# Espinoso de Compludo
Espinoso de Compludo es una localidad española del municipio de Ponferrada, en la comarca de El Bierzo, provincia de León, comunidad autónoma de Castilla y León.

## Situación
Pueblo de montaña construido en piedra y pizarra, se encuentra dentro del espacio cultural de la Tebaida leonesa, próximo a lugares emblemáticos como Peñalba de Santiago o el monasterio de San Pedro de Montes. En estas montañas, a partir del siglo IV se establecieron numerosos de los primeros eremitas cristianos buscando el retiro para dedicarse a la oración y la meditación.  
El pueblo se encuentra situado en un desvío de la carretera que se dirige a la estación invernal de El Morredero. Está situado a unos 1100 metros de altitud.
- Datos: Q5840341